# Bishop’s Quay
Bishop’s Quay – osada w Anglii, w Kornwalii. Leży 26 km na wschód od miasta Penzance i 390 km na południowy zachód od Londynu.